# Fiesta Online
Pour les articles homonymes, voir Fiesta.
Fiesta Online est un MMORPG édité par gamigo en Europe et en Amérique. Le chara-design des personnages est orienté vers le manga. Le joueur  choisit en début de partie, la classe (guerrier, prêtre, archer, mage, Joker ou croisé ) ainsi que le sexe de son personnage. Il évolue dans le monde d'Isya et doit remplir ainsi de nombreuses quêtes, soit en solo, soit en coopérant avec d'autres joueurs et participer des Kingdom Quests (Arènes), des Tournois de Guilde ainsi que jouer au casino.
Fiesta Online est créé à partir d'une histoire elle-même créée par les développeurs de Fiesta Online, qui jusqu'en 2016, était le studio OnsOn Soft avant le rachat des droits de développement par gamigo AG.
Le jeu est supervisé par des GM ou CM qui vérifient si le jeu fonctionne et sanctionnent les joueurs qui ne respectent pas les règles du jeu. Le niveau maximum en 2014 était de 125, il est aujourd'hui de 135, la  classe de personnage créée en 2010 était le Joker et la classe croisé en 2013.